# Grzegorz Kapica
Grzegorz Bronisław Kapica (ur. 3 lipca 1959 w Rudzie Śląskiej) – polski piłkarz, trener.

## Życiorys
Zawodnik takich klubów jak: Szombierki Bytom, Lech Poznań, Ruch Chorzów, CS Sedan, Sint-Truidense VV, Tournaisienne, Wawel Wirek oraz Rymer Niedobczyce. Król strzelców rozgrywek ligi piłki nożnej (sezon 1981/82) z 15 golami na koncie w barwach Szombierek. Mistrz Polski: Lech Poznań (1983/84), Ruch Chorzów (1988/89). Zdobywca Pucharu Polski z Lechem (1983/84).
Po zakończeniu kariery zawodniczej został trenerem, m.in. Rymera, Wawelu, drugiej drużyny Ruchu, Janiny Libiąż, KS Myszków, Grunwaldu Halemba, Polonii Bytom oraz Polonii Słubice. Pod jego wodzą Chojniczanka Chojnice rozegrała 59 spotkań – 24 zwycięstwa, 21 remisów i 13 porażek. Po serii nieudanych spotkań Chojniczanki w rundzie rewanżowej sezonu 2011/2012 (w 4 spotkaniach 1 zwycięstwo, 2 remisy i 1 porażka – zdobyta jedna bramka) Kapica podał się do dymisji, która została przyjęta przez zarząd. Jego miejsce zajął Mirosław Hajdo. Grzegorz Kapica w 2022 roku ponownie został trenerem kadry GKS-u Grunwald Ruda Śląska.